# Lauren Vélez
Lauren Vélez (* 2. listopadu 1964, Brooklyn, New York, Spojené státy americké) je americká herečka. Mezi její nejznámější role patří María LaGuerta v Dexterovi, vyšetřovatelka Nina Moreno v New York Undercover, doktorka Gloria Nathan v dramatickém seriálu z produkce HBO, Oz a Elena v komediálním seriálu Ošklivka Betty. Má jednovaječné dvojče, Loraine Vélez, která je také herečkou.

## Životopis
Na začátku padesátých let se její rodiče přestěhovali z Portorika do Spojených států a žili v Brooklynu, kde se narodila Lauren a i sestra – dvojče. Jejich otec byl newyorský policista, který nakonec koupil dům v Rockaway v Queens a přestěhoval se sem se svou manželkou a osmi dětmi. Sestry si už od dětství užívaly vytváření improvizačních her a hraní pro rodinu. Vélez si zahrála roli sviště ve školním představením na druhém stupni a rozhodla se, že se chce stát herečkou.
Po absolvován střední školy obě sestry získaly stipendium na Alvin Ailey Dancing School. Také obě studovaly herectví na The Acting Studio s Jamesem Pricem a Lauren studovala Shakespeara s Michaelem Howardem.

## Kariéra
Její první práce přišla v národním turné muzikálu Dreamgirls, kde hrála ve sobur. Také hrála náhradnici za herečku Phylicii Rashad v muzikálu Into the Woods. Mimo Broadway se objevila ve hrách Much Ado About Nothing a Fasade.
V roce 1995 získala svou první velkou televizní roli. Byla obsazena jako policistka Nina Moreno do seriálu New York Undercover. Ten samý rok si také vytvořila svůj filmový debut, a to jako Lisette Linares ve snímku Takhle se mi to líbí, ve filmu se spolu s ní objevili například ještě Rita Moreno a Jon Seda. Za roli byla nominovaná na ceny Independent Spirit Award a The Desi Award pro nejlepší herečku v hlavní roli. Film byl nominován na čtyři ceny ndependent Spirit Awards a vyhrál cenu NYFCCA. Dalším seriálem, ve kterém se objevila, se stalo vězeňské drama z produkce HBO, Oz. Také si zahrála po boku Al Pacina ve snímku Vyšší zájem. V roce 1997 se objevila ve španělském filmu Buscando un Sueño. Opět policistku, Maríu LaGuertu, si zahrála v seriálu televize Showtime, Dexter.
Dne 24. června 2006 získala cenu pro nejlepší herečku ve vedlejší roli na Mezinárodní filmové přehlídce na Long Islandu, za výkon v roli Roseanne Crystal v nezávislém snímku Serial.
V roce 2010 obdržela cenu Rita Moreno HOLA Award pro výjimečnost od Hispánské organizace latinskoamerických herců (HOLA).

## Filmografie
| Rok       | Název                            | Role                    | Poznámky |
| --------- | -------------------------------- | ----------------------- | --- |
| 1994      | Takhle se mi to líbí             | Lisette Linares         | Independent Spirit Awards pro nejlepší hlavní herečku |
| 1995      | Cosbyho případy                  | Claudine Palmeri        | TV seriál |
| 1995–1998 | New York Undercover              | Detektiv Nina Moreno    | TV seriál NCLR Bravo Award pro nejlepší herečku v dramatickém seriálu Nominována – ALMA Award pro nejlepší herečku v dramatickém seriálu (1998) Nominována – Image Award pro nejlepší hlavní herečku v dramatickém seriálu (1997, 1998)                                                 |
| 1996      | Vyšší zájem                      | Elaine Santos           | Nominována – NCLR Bravo Award pro nejlepší herečku v dramatickém seriálu |
| 1997      | Buscando un Sueño                |                         | |
| 1997–2003 | Oz                               | Dr. Gloria Nathan       | ALMA Awardn pro nejlepší herečku v televizním seriálu (2001) Nominována – ALMA Award pro nejlepší herečku v televizním seriálu (1999, 2000, 2002) |
| 1997      | I Think I Do                     | Carol                   | Nominována – ALMA Award for Outstanding Actress in a Feature Film |
| 1998      | Thicker Than Blood               | Camilla López           | Nominována – ALMA Award pro nejlepší herečku v televizním filmu nebo minisérii |
| 1998      | The LaMastas                     |                         | |
| 1999      | St. Michael's Crossing           | Vicki Solera            | |
| 1999      | Taino                            | Laura                   | |
| 2000      | Prince of Central Park           | Rosa Sánchez            | |
| 2000      | Chameleon                        | Emily Sadler            | díl: „Expert“ |
| 2000      | Případ pro Sam                   | Emily Sadler            | díl: „Vražedná spravedlnost“ |
| 2001      | Prison Song                      | Vězeňská poradkyně      | |
| 2001      | Láska a zrada                    | Agentka Susan Mestre    | |
| 2005      | Hledání                          | Faye Templeton          | díl: „The Last Temptation“ |
| 2005      | Křižovatky medicíny              | Doktorka Vanessa Burke  | |
| 2005      | Barely Buzzed                    | María Vásquez           | |
| 2006      | Médium                           | Elena Cabrera           | díl: „Ten, kdo ji zná“ |
| 2006      | Vražedná čísla                   | Claudia Gomez           | |
| 2006–2012 | Dexter                           | Kapitán María LaGuerta  | NAMIC Vision Award pro nejlepší herečku v dramatu Nominována – ALMA Award pro nejlepší herečku ve vedlejší roli v televizním seriálu, minisérii nebo televizním filmu (2007, 2008) Nominována – Screen Actors Guild Award pro nejlepší výkon obsazení v dramatickém seriálu (2008–2011) |
| 2007      | Serial                           | Roseanne Crystal        | Long Island International Film Expo pro nejlepší herečku ve vedlejší roli |
| 2018      | Zákon a pořádek: Zločinné úmysly | strážník Lois Melago    | díl: „Očistec“ |
| 2008–2010 | Ošklivka Betty                   | Elena                   | 6 dílů |
| 2011      | Lovci lebek                      | Carmen Vega             | díl: „Where in the World is Carmen Vega“ |
| 2011      | Sestra Hawthornová               | Dr. Kat                 | díl: „For Better of For Worse“ |
| 2011      | Rosewood Lane                    | Paula Crenshaw          | |
| 2014      | Vzpomínky                        | Aisha Conway            | díl: „Oheň a led“ |
| 2015      | South of Hell                    | Tetra                   | 8 dílů |
| 2016      | Jak prosté                       | Zoe Marcado             | díl: „Výpadky paměti“ |
| 2016–2017 | Vražedná práva                   | Soraya Hargrove         | vedlejší role, 10 dílů |
| 2018      | MacGyver                         | Cassandra Glover        | vedlejší role (2. řada) |
| 2017      | Spravedlnost v krvi              | agentka Veronica Molina | díl: „The Thin Blue Line“ |
| 2018      | The First Purge                  |                         | |